# Pedaridium hirsutum
Pedaridium hirsutum là một loài bọ cánh cứng trong họ Bọ hung (Scarabaeidae).